# Ito Seiyu

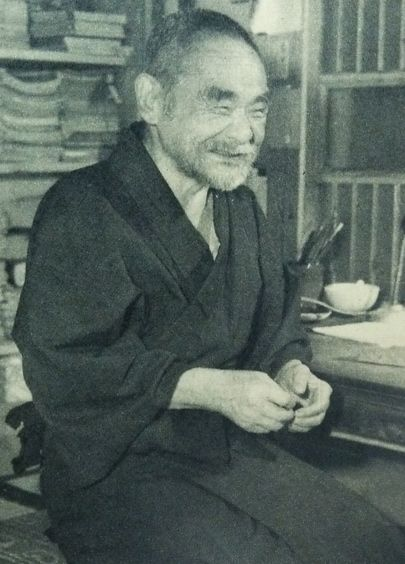
Itō Seiyu, 17. Juni 1956, 『アサヒグラフ』, Ausgabe vom 17. Juni 1965

Seiyu Itō (伊藤晴雨 , Itō Seiyu) (* 3. März 1882 in Tokio; † 28. Januar 1961 in Tokio) war ein japanischer Maler und Autor, der heute als der "Vater des modernen Kinbaku" betrachtet wird. Itōs Leben wurde 1977 durch den Regisseur Noboru Tanaka im dritten Teil seiner "Trilogie der Shōwa-Zeit" mit dem Titel "Beauty's Exotic Dance: Torture!" (発禁本「美人乱舞」より責める！, Hakkinbon "Bijin ranbu" yori: Semeru!), verfilmt.

## Leben
Seiyu Itō wurde 1882 in Asakusa als Hajime Itō (伊藤一 , Itō Hajime) geboren und begann seine Ausbildung als Maler im Jahre 1890. Sein Vater war in Metallverarbeitung ausgebildet, hatte aber auch eine Ausbildung als Elfenbeinschnitzer und, später, als Bildhauer. Im Alter von 13 Jahren nahm er den Künstlernamen "Seiyu" (晴雨) an, der sich aus den Kanji für "klar" und "Regen" zusammensetzt. Im Jahr 1907 begann er, für Zeitungen zu arbeiten.
Von 1909 bis zu seinem Tod im Jahr 1961 lebte er in Bunkyō, im Viertel Komagome-sakamachi (heute: Sendagi). In dieser Zeit malte er viele Szenen, die das Leben im Bezirk Bunkyō illustrieren und verfasste den Essayband "Bildergeschichte des Bunkyō-Ku" (文京区絵物語, Bunkyō-ku e-monogatari).
Itō engagierte eine junge Kunststudentin namens Kise Sahara im Jahr 1919 als Modell und heiratete sie, nachdem sie von ihm schwanger geworden war. Kise Sahara war seine zweite Frau. In den 1930er Jahren wurde Itōs Arbeit zunehmend durch die Zensur erschwert, was ihn letztlich um sein Vermögen brachte. Ein Großteil seiner Werke gingen in den Luftangriffen auf Tokio verloren.
1960 wurde er für seine Arbeit ausgezeichnet und verstarb ein Jahr später, im Jahr 1961, an seinem Wohnort in Tokio.

## Schaffen
Itō war sehr an edo-zeitlichen Künsten wie dem Kabuki und Ukiyo-e (浮世絵, Ukiyo-e) interessiert.
Seine Technik zur Darstellung von Folterungen aus der Edo-Zeit bestand darin, sein Modell auf verschiedene Arten zu fesseln, Fotos zu machen und diese als Inspiration für seine Gemälde zu verwenden. Dies sollte die Modelle entlasten, da die Positionen sehr anstrengend waren. Diese Fotografien wurden 1996 unter dem Titel "Itō Seiyus Foto-Leporello: Bilder gefolterter Frauen"  (伊藤晴雨写真帖: 責め絵の女, Itō Seiyu shashinjō: Seme-e no onna) veröffentlicht.
Für eines seiner berühmtesten Werke, das sich an das Ukiyo-e „Das einsame Haus im Adachi-Moor in der Provinz Michinoku“ von Yoshitoshi Tsukioka anlehnte, fesselte er seine damals hochschwangere Frau Kise Sahara und ließ sie kopfüber aufhängen.
Er war berühmt für seine Darstellungen von Folter- und Fesselszenen, befasste sich aber auch mit der Erforschung traditioneller Sitten und Gebräuche und dem alltäglichen Leben im Tokioter Bezirk Bunkyō.
Ohana, die bereits mit 12 Jahren die Geliebte Seiyus wurde, begann später eine Beziehung mit Takehisa Yumeji und modelte für dessen Bild "Kurofuneya" (黒船屋) im Jahr 1919.

## Werke
- 『日本刑罰風俗図史』, Nihon keibatsu fūzoku zushi, "Eine bebilderte Geschichte japanischer Strafen und Bräuche", Fujisawa Morihiko (藤澤衛彦) und Itō Seiyu (伊藤晴雨), Ikkōdō (粹古堂), Tokio, 1948.
- 『文京区絵物語』, Bunkyō-ku emonogatari, "Bildergeschichte des Bunkyō-Distrikts", Bunkyō-Times (文京タイムス), 1952
- 『危機一髪畫譜』, Kiki ippatsu gafu, "Bilder der Beinahe-Katastrophe", Ikkōdō (粹古堂), Tokio, 1952
- 『與力同心岡ツ引』, Ikkōdō (粹古堂), Tokio, 1952
- 『性犯罪と私刑』, Seihanzai to shikei, "Sexualdelikte und Selbstjustiz", Ikkōdō (粹古堂), Tokio, 1952
- 『責の話』, Seme no hanashi, "Foltergeschichten", Ikkōdō (粹古堂), Tokio, 1952
- 『責のモデル写真集 第一集〜第三集』, Seme no moderu shashinshū, dai isshū kara dai sanshū, "Bildersammlungen gefolterter Modelle, Sammlungen Nummer eins bis drei", Ikkōdō (粹古堂), Tokio, 1952
- 『江戸時代探奇伝説絵巻』, Edo jidai tanki densetsu emaki, "Erkundung von Schriftrollen aus der Edo-Zeit mit seltsamen Legenden", Ikkōdō (粹古堂), Tokio, 1952
- 『美人十二支責め繪巻』, Bijin jūnishi seme emaki, "Bildrolle mit Folterbildern schöner Frauen aller 12 Tierkreiszeichen", Ikkōdō (粹古堂), Tokio, 1952
- 『伊藤晴雨 自画自伝』, Itō Seiyu: Jiga jiden, "Itō Seiyu: Biographische Skizzen", Herausgeber: Fukutomi Tarō, Shinchōsha Publishing Co, Ltd. (新潮社), Tokio, 1996
- 『伊藤晴雨写真帖: 責め絵の女』, Itō Seiyu shashinjō: Seme-e no onna, "Itō Seiyus Foto-Leporello: Bilder gefolterter Frauen", Shinchōsha Publishing Co, Ltd. (新潮社), Tokio, 1996 (japanisch)
- 『美人乱舞―責め絵師 伊藤晴雨頌』, Bijin rambu - Seme eshi Itō Seiyu ju, "Der wilde Tanz des Schönen Mädchens - Verse von Itō Seiyu, dem Meister der Folterbilder", Yudachisha (弓立社), Tokio, 1997
- 『江戸と東京風俗野史』Edo to tōkyō fūzoku yashi, "Inoffizielle Chronik der Bräuche aus Tokio und Edo", Kokusho Kankōkai (国書刊行会), Tokio, 2001
- 『伊藤晴雨・晴雨秘帖』, Itō Seiyu - Seiyu hichō, "Itō Seiyu - Seiyus Geheimdokumente", Futami shobō (二見書房), Tokio, 2002

## Galerie

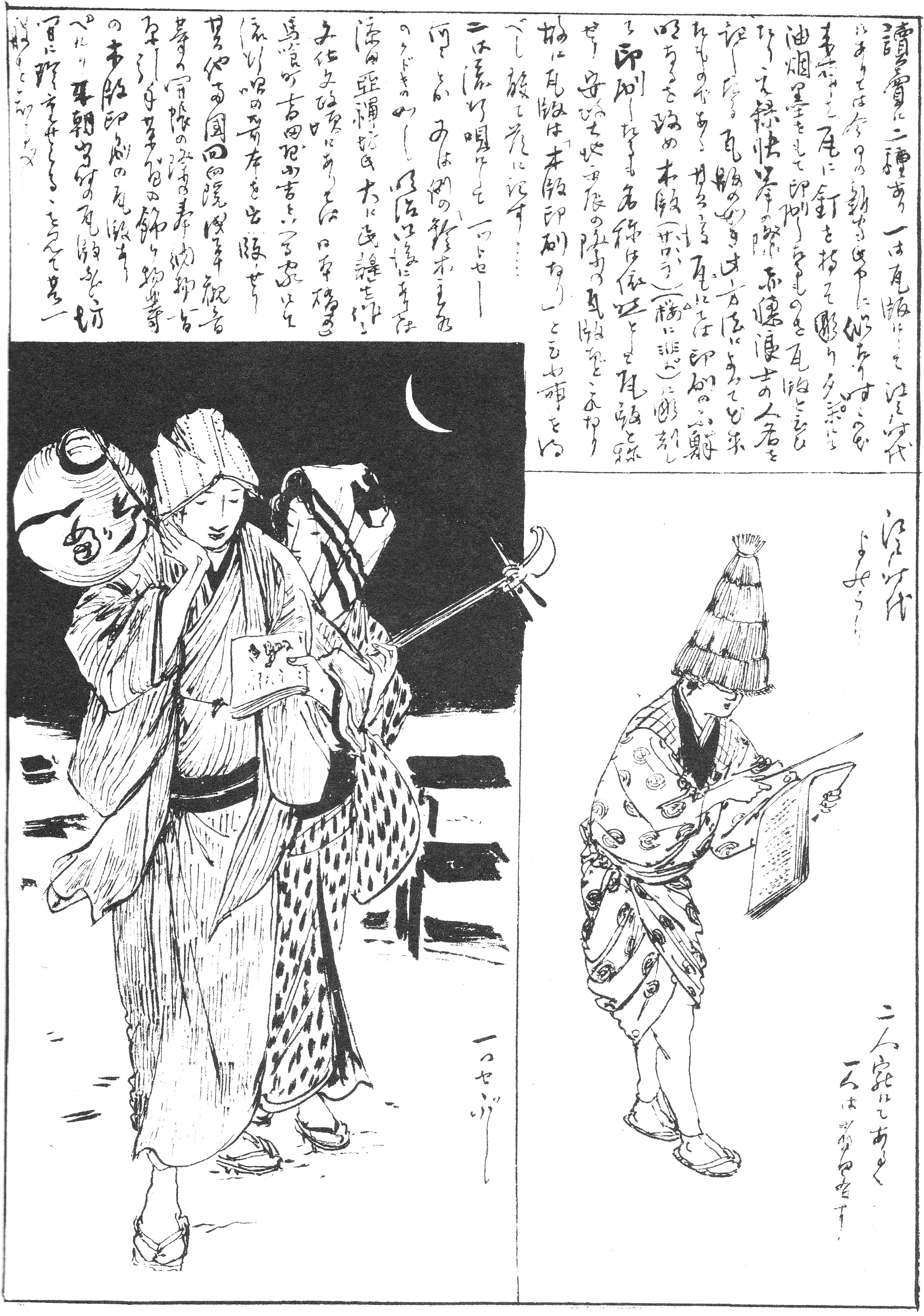
"Bettler", Illustration zum, Text, aus: "Inoffizielle Chronik der Bräuche in Tokio und Edo" (江戸と東京 風俗野史), 1930
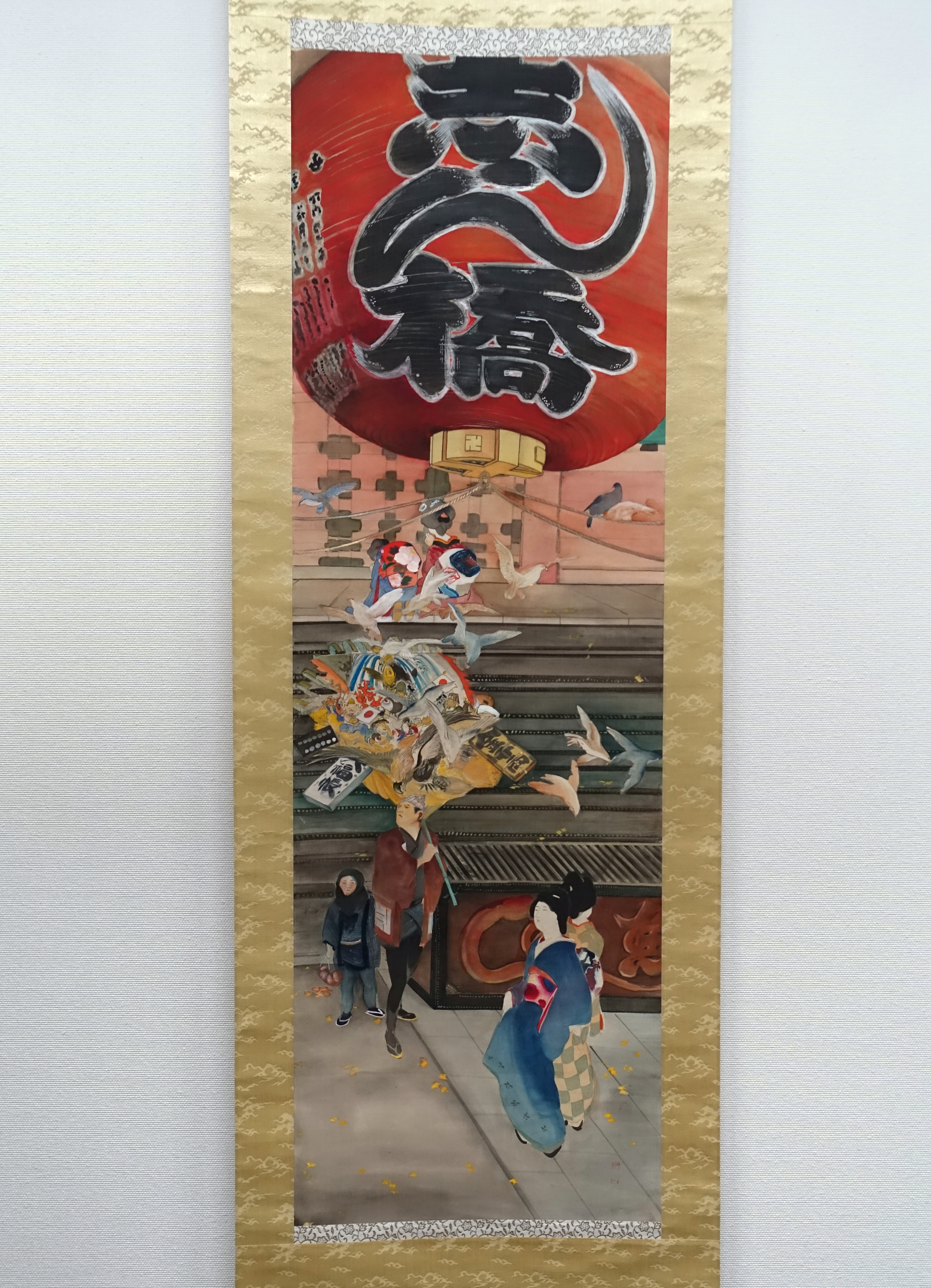
Sensō-ji in Asakusa, Tokio
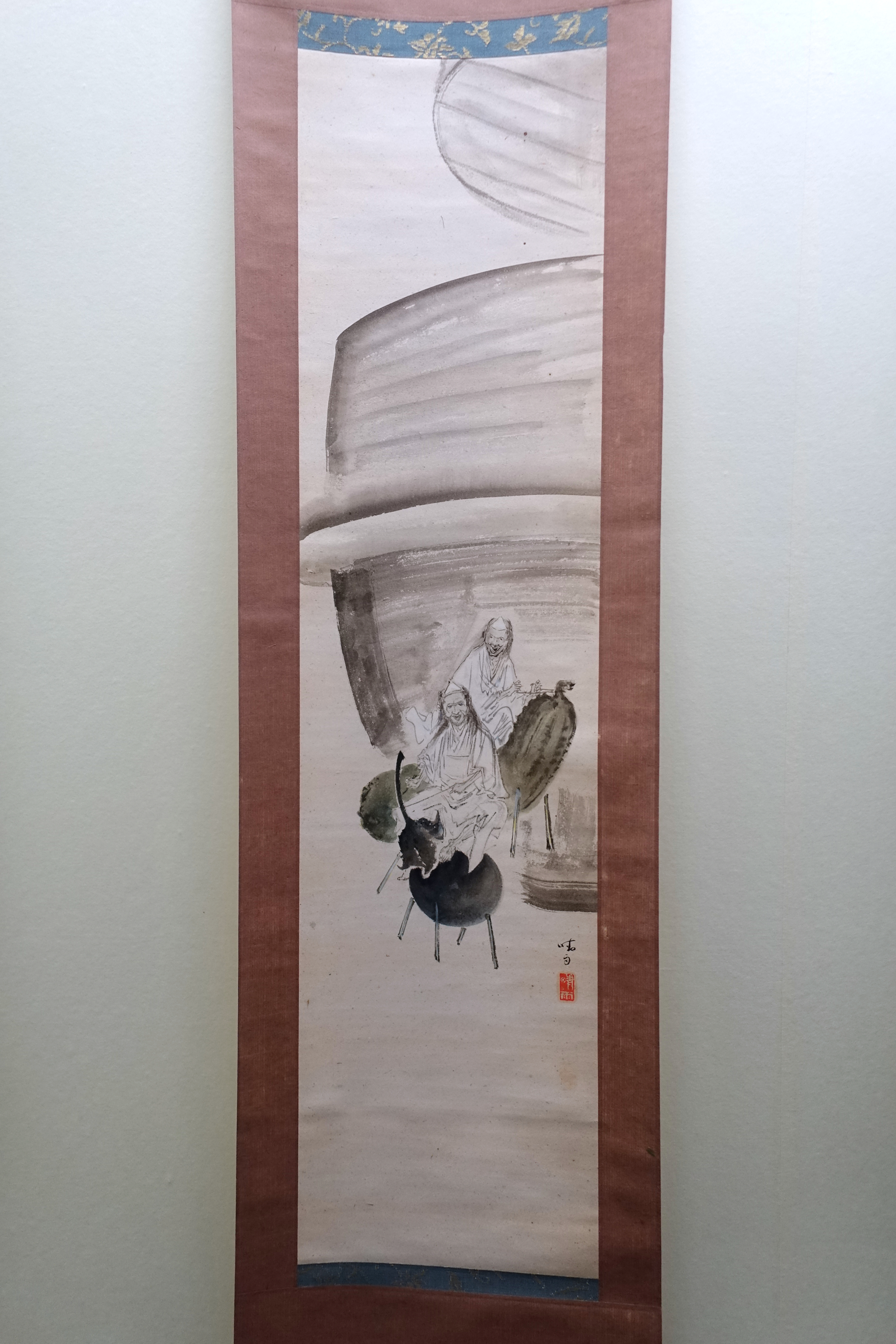
Obon-Geisterpferd
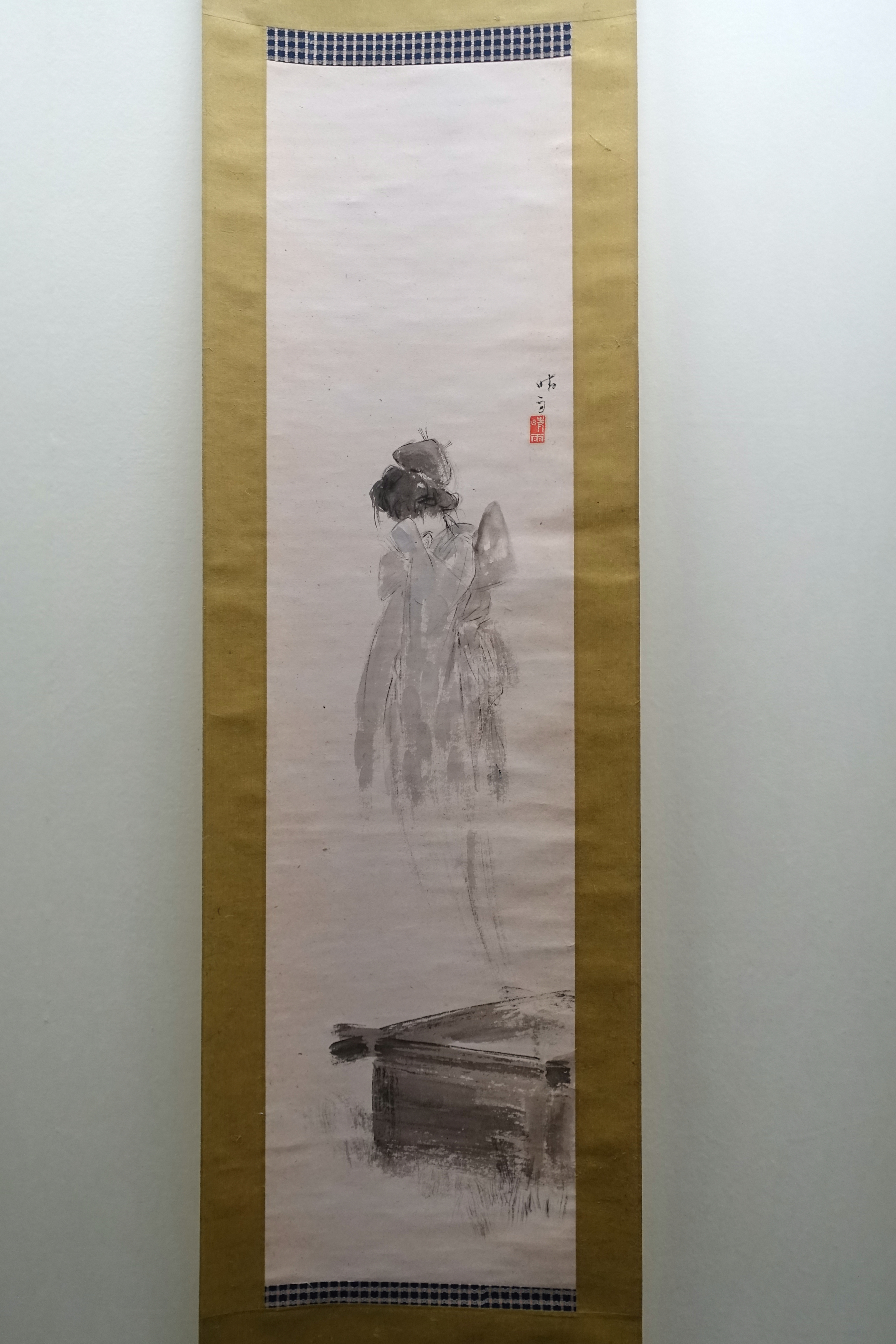
"Das Tellerhaus von Banchō" (番町皿屋敷, Banchō sarayashiki).
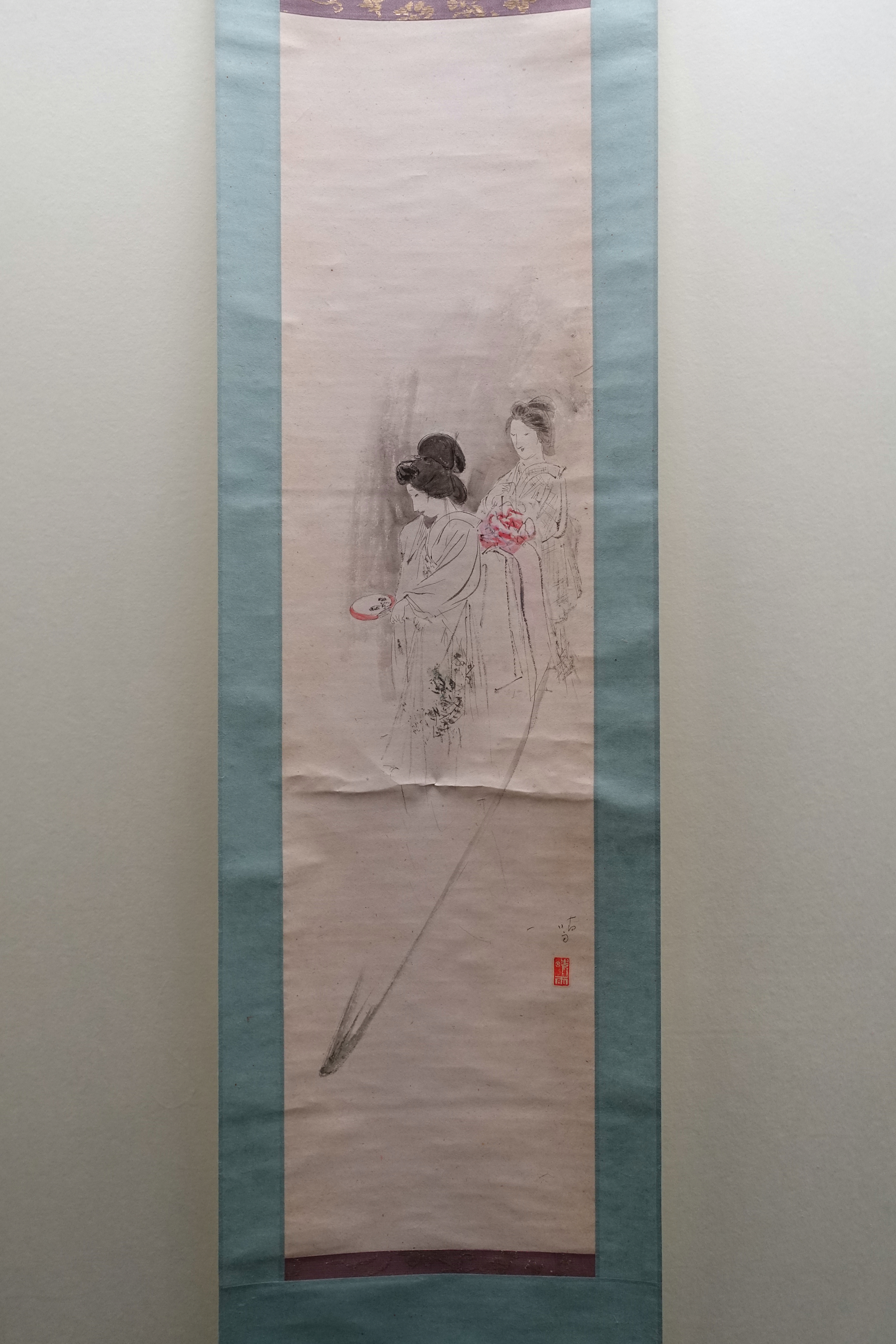
Bild zum Roman "Die Päonien-Lampe" (牡丹灯籠, Botan dōrō) von San’yūtei Enchō.
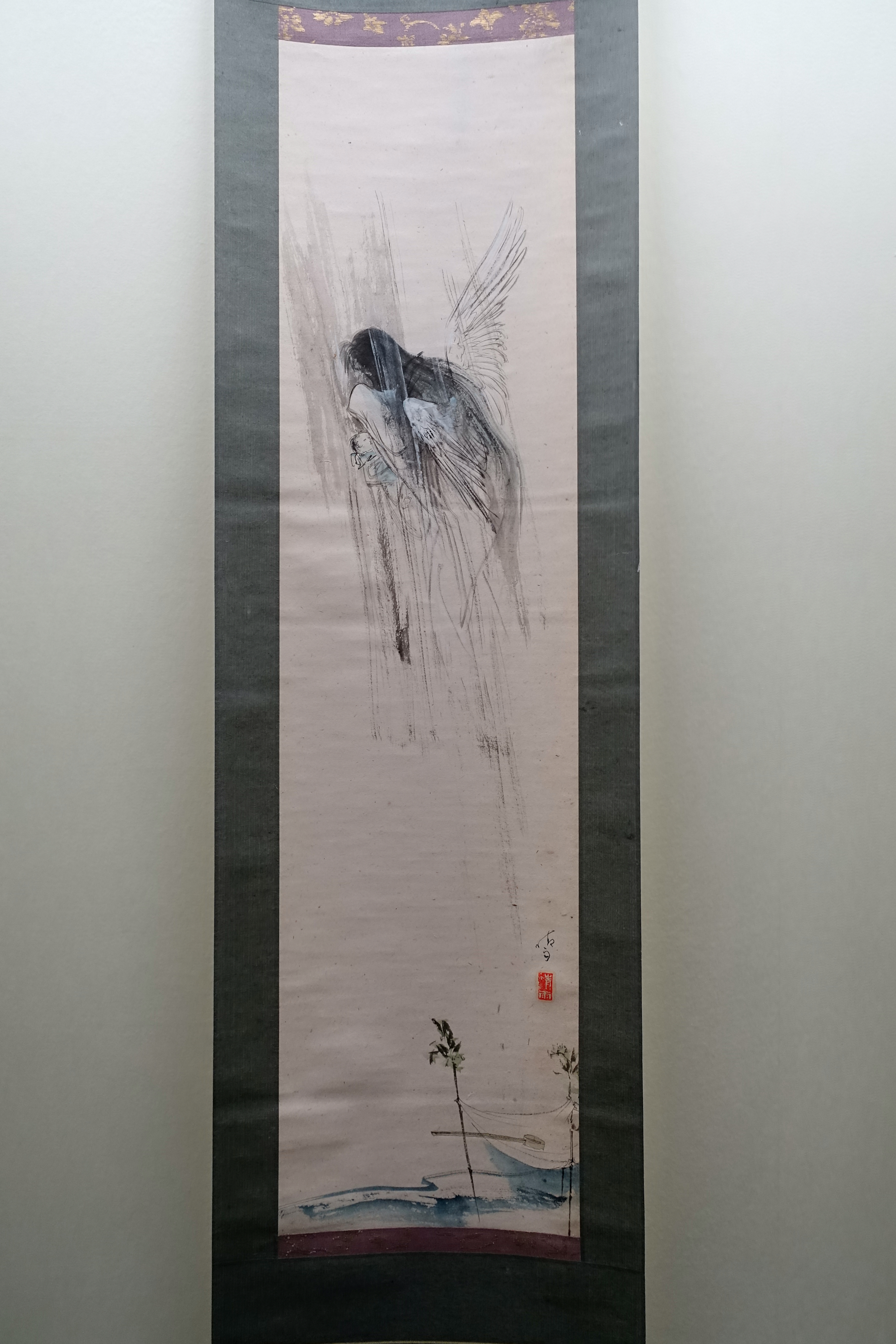
Geist einer im Kindbett gestorbenen Frau (産女, Ubume)